# Tamtert
Tamtert es un municipio (baladiyah) de la provincia o valiato de Béni Abbès en Argelia. En abril de 2008 tenía una población censada de 1249 habitantes.
Se encuentra ubicado al oeste del país, en al región desértica de Saoura, cerca de la frontera con Marruecos.